# Gaëtan Gatian de Clérambault
Gaëtan Gatian de Clérambault (Bourges, 2 luglio 1872 – Malakoff, 17 novembre 1934) è stato uno psichiatra francese, noto per aver dato il nome ad una sindrome psicotica (erotomania) che descriveva fantasie morbose legate alla sfera amorosa e per essere stato il maestro di Lacan.
È stato anche pittore e fotografo.

## Biografia
Consegue la laurea nel 1899 e nel 1905 viene chiamato a collaborare con la prefettura di Parigi fino a diventarne direttore sanitario nel 1920. Gli studi di de Clérambault si concentrano sull'analisi di dipendenze da alcune droghe, quali Hascisc e Cloralio ma a renderlo famoso sono gli studi sulla erotomania che per questo viene anche detta sindrome di de Clèrambault. Oltre ad essere uno  psichiatra è stato anche pittore e un appassionato fotografo dalle capacità professionali. Famose sono soprattutto le sue donne completamente velate, ritratte in seguito ai suoi viaggi in Marocco e la passione di de Clérambault per i drappeggi e i tessuti. 
Morì suicida nel 1934. Le sue opere nel 1990 sono state esposte al centro Pompidou.